# Brazilski real
Brazilski real, ISO 4217: BRL (od "real" = kraljevski), je naziv za valutu koja se koristila u Brazilu od 1690. do 1942. i koja se od 1994. koristi i danas. Dijeli se na 100 centava. Simbol koji se u Brazilu koristi za ovu valutu je R$. Novčanice i kovanice izdaje Središnja banka Brazila, i to: kovanice od 1, 5, 10, 25 i 50 centava i 1 reala, te novčanice od 1, 2, 5, 10, 20, 50 i 100 reala.
Prvo izdanje današnjeg reala predstavljeno je 1. srpnja 1994. za vrijeme predsjednika Itamara Franca, a zamijenio je, dotad kratkovažeću, valutu cruzeiro real.

## Vanjske poveznice
- Središnja brazilska banka  Arhivirana inačica izvorne stranice od 9. studenoga 2017. (Wayback Machine)